# 지방도 제836호선
지방도 제836호선은 전라남도 장흥군 장평면 용강리 장평면용강리 교차로와 보성군 보성읍 용문리 차시험장삼거리를 잇는 전라남도의 지방도이다.
본래 국도 제18호선과 분기하였으나 국도 제18호선이 이설된 국도 제29호선과 중첩되는 것으로 변경되면서 지금은 어떤 국도와 분기하지 않는다.
1985년에도 노선명이 '장평 ~ 보성선'이었다.

## 연혁
- 1985년 12월 23일 : 기점을 '장흥군 장평면 용강리', 종점을 '보성군 보성읍 용문리'로 명시[1]
- 1988년 2월 10일 : 1988년 9월까지 광화교(보성군 노동면 광곡리) 120m 구간과 양촌교(장흥군 장평면 양촌리) 100m 구간 확포장공사 계획을 공고[2]
- 1989년 5월 13일 : 1989년 12월까지 보성군 보성읍 용문리 ~ 노동면 광곡리 2.67km 구간과 장흥군 장평면 양촌리 ~ 임리 3.45km 구간 확포장공사 계획을 공고[3]
- 1990년 1월 13일 : 장흥군 장평면 용강리 ~ 두봉리 3.45km 구간과 보성군 노동면 광곡리 ~ 보성읍 용문리 3.92km 구간 도로예정지 해제[4]
- 1990년 4월 16일 : 1991년 3월까지 노동 ~ 장평간 도로(장흥군 장평면 임리 ~ 두봉리) 3.45km 구간 확포장공사 계획을 공고[5]
- 1991년 1월 10일 : 장흥군 장평면 임리 ~ 두봉리 3.45km 구간 도로예정지 해제[6]
- 1991년 4월 12일 : 1992년 12월까지 노동 ~ 장평간 도로(장흥군 장평면 두봉리 ~ 보성군 노동면 광곡리) 6.533km 구간 확포장공사 계획을 공고[7]
- 1992년 1월 27일 : 장흥군 장평면 두봉리 ~ 보성군 노동면 광곡리 6.533km 구간 도로예정지 해제[8]
- 1995년 12월 8일 : 기존 지방도 노선을 폐지하고 새로 지정[9]
- 1998년 6월 15일 : 1998년 11월까지 보성지구(보성군 보성읍 용문리) 개량공사를 위해 400m 구간을 360m로 도로구역 변경[10]
- 2000년 6월 20일 : 2000년 12월까지 노동도로(보성군 보성읍 용문리 ~ 노동면 광곡리) 개량공사를 위해 500m 구간 도로구역 변경[11]
- 2003년 3월 27일 : 기존 지방도 노선을 폐지하고 새로 지정[12]
- 2008년 4월 4일 : 2009년 12월까지 보성 노동지구(보성군 노동면 광곡리) 개량공사를 위해 298m 구간 도로구역 변경[13]
- 2008년 12월 5일 : 2009년 12월까지 보성 노동지구(보성군 노동면 광곡리) 개량공사를 위해 298m 구간 도로구역 변경[14]
- 2009년 3월 20일 : 2010년 1월까지 장흥 임리지구(장흥군 장평면 임리 ~ 내동리) 개량공사를 위해 500m 구간 도로구역 변경[15]

## 주요 경유지
- 장흥군
  - 장평면 장평면용강리 교차로 - 북부통합보건지소 - 장평우체국 - 장평면 행정복지센터 - 용두농협 - 장평면소재지 교차로 - 양촌리 - 양촌교 - 광평리 - 선정리 - 기동리 - 임리 - 녹양교 - 장평면임리 교차로 - 두봉리

- 보성군
  - 노동면 옥마리 - 감정리 - 노동면용호리 교차로 - 용호리 - 노동마을앞 교차로 - 노동초등학교 광곡분교(폐교) - 광화교 - 광곡리
  - 보성읍 용문리 - 차시험장삼거리

## 도로명
- 장흥군 장평면 장평면용강리 교차로 ~ 장평면소재지 교차로 : 장평중앙길
- 장흥군 장평면 장평면소재지 교차로 ~ 보성군 보성읍 차시험장삼거리 : 평동로